# Orange

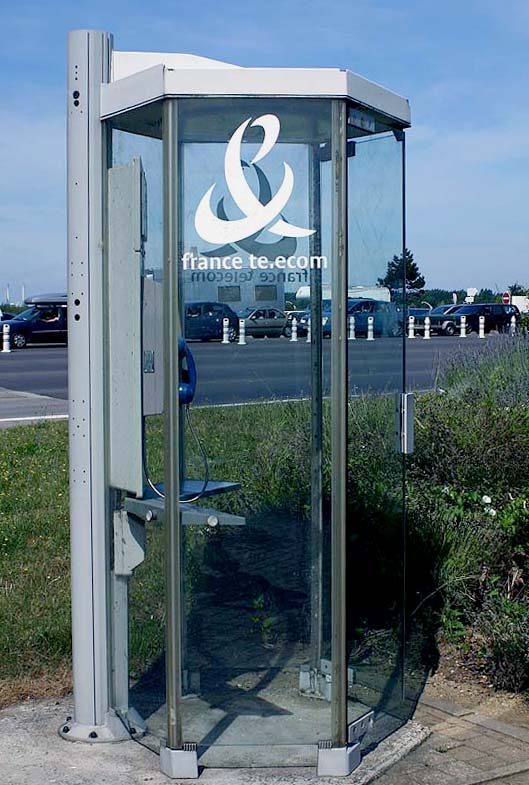
Телефонна будка Франс Телеком з лого компанії

Orange S.A. (до липня 2013 року називалася France Télécom, Франс Телеком) — найбільша телекомунікаційна компанія Франції з 256 млн. кліентів по всьому світу.
Попередня назва часто писалася як France Telecom, без діакритичних знаків, особливо в текстах не французькою мовою, вимовляється Франс Телеком.
Найважливіші підрозділи France Telecom: Orange (оператор стільникового зв'язку і інтернет-провайдер), Orange Business Services (послуги фіксованого зв'язку і доступу в інтернет для корпоративних клієнтів).
Тепер у компанії працюють 167 тис. чоловік, з них близько 80 тис. за кордоном; компанія має близько 200 млн клієнтів по всьому світу.